# トリメチルボラン
トリメチルボラン（英語: Trimethylborane、化学式:B(CH3)3またはMe3B）は毒性と自然発火性のある常温下で気体の物質である。

## 特徴
融点は−161.5 °Cで沸点は−20.2 °Cであり、液体でも気体でも無色である。赤外吸収スペクトルのピークが最高値をとる波長は1330 cm−1であり、3010 cm−1と1185 cm−1でもピークが現れる。
高濃度のトリメチルボランは空気中で自然発火し、緑色の炎を発しながらすすを出して燃焼する。
蒸気圧曲線はlog P = 6.1385 + 1.75 log T − 1393.3/T − 0.007735 T（Tはケルビン温度）で与えられる。分子量は55.914であり、蒸発熱は25.6 kJ/molである。

## 合成
トリメチルボランが初めて合成された際に用いられた反応は気体状態の三塩化ホウ素にジメチル亜鉛を作用させるというものであった。 しかし、この反応ではグリニャール試薬を用いて合成されるが、溶媒からの不純物によって汚染される。トリメチルボランはジブチルエーテル溶媒中の三臭化ホウ素とヘキサン溶媒中のトリメチルアルミニウムの合成反応によって約98%の収率で合成される。また、トリブチルボランとトリメチルアルミニウムクロリドとの反応やテトラフルオロホウ酸カリウムとトリメチルアンモニウムとの反応によっても得られる。更に、ヨウ化メチルマグネシウムとエーテル溶媒中の三フッ化ホウ素との反応でも得られる。

## 反応
溶媒中または気体中に酸素が存在するとゆっくりと酸化してジメチルトリオキサジボランが生成される。ただし、この反応の主生成物はジメチルボリルメチルペルオキシドであり、急速に分解してジメトキシメチルボランになる。
トリメチルボランは強いルイス酸である。室温で水や塩素と反応する。グリースとは反応するが、テフロンやガラスとは反応しない。アンモニアとは付加体を作ることがある。
トリメチルボランはジボランと不均化反応して、モノメチルジボランとジメチルジボランを生成する。
気体の状態では、トリメチルホスフィンと反応してルイス塩を作る。この反応熱は−41 kcal/molであり、この時の昇華熱は−24.6 kcal/molである。
メチルリチウムはトリメチルボランとの反応により、テトラメチルボラン塩を作る。テトラメチルホウ酸イオンは負電荷をもち、ネオペンタンやテトラメチルシラン、テトラメチルアンモニウムのカチオンと等電子的である。

## 用途
高純度のトリメチルボランは中性子カウンターとして用いられる。  また、化学蒸着にも用いられる。